# Rafael Silva
Rafael Carlos da Silva (* 11. května 1987 Aquidauana, Brazílie) je brazilský zápasník–judista, bronzový olympijský medailista z roku 2012 a 2016.

## Sportovní kariéra
Vyrůstal v Rolândii. S judem začal v 15 letech v nedalekém Cambé v klubu Harmonia Tênis Clube pod vedením Marcose Kazuyoshi Omoriho. V roce 2005 byl vybrán do programu "Projeto Futuro" zaměřeném na výchovu talentovaných judistů v São Paulu. Jeho osobním trenérem se stal Hatiro Ogawa. Od roku 2008 se vrcholově připravuje v klubu Esporte Clube Pinheiros.
V brazilské seniorské reprezentaci se objevuje od roku 2009. V roce 2011 pronikl mezi absolutní světovou špičku v těžké váze a na olympijské hry v Londýně v roce 2012 patřil k adeptům na jednu z medailí. Po dvou krásných ipponech (pravé o-soto-gari a soto-makikomi) v prvním a druhém kole narazil ve čtvrtfinále na Rusa Alexandra Michajlina. V první polovině zápasu měl nad svým soupeřem převahu, kterou však přetavil v pouhé šido a to Michajlinovi stačilo aby s přibývajícím časem převzal otěže zápasu díky lepší fyzické kondici. Při hantei rozhodčí upřednostnili praporky jeho soupeře. V opravách se mu dařilo, v boji o třetí místo porazil na dvě šida (tehdy juko) Jihokorejce Kim Song-Mina a vybojoval bronzovou olympijskou medaili.
V roce 2015 během přípravy na Panamerické hry utrpěl vážné zranění pravého ramene a přišel o zbytek sezony. V olympijské roce 2016 byl připraven startovat jako domácí reprezentant na olympijských hrách v Riu. Podobně jako v Londýně vyhrál dva první zápasy na ippon svojí osobní technikou (pravé o-soto-gari (makikomi)). Ve čtvrtfinále mu cestu do finále zkřížil Francouz Teddy Riner, na kterého jako již po několikáte ve své kariéře recept nenašel a prohrál na wazari. V opravách se mu dařilo, v boji o třetí místo porazil Uzbeka Abdullu Tangrieva a obhájil bronzovou olympijskou medaili.
Rafael Silva je pravoruký judista, osobní technika o-soto-gari.

### Vítězství
- 2010 - 1x světový pohár (Madrid)
- 2011 - 3x světový pohár (Budapešť, Sao Paulo, Taškent)
- 2012 - turnaj mistrů (Almaty)
- 2014 - 1x světový pohár (Ťumeň)
- 2016 - 1x světový pohár (Lima, Buenos Aires)

## Výsledky
| Olympijské hry          |    |   | — |   |    |     | 3. |    |    |    | 3. |    |  |  |  |  |  |  |  |  |  |
| Mistrovství světa       |    | — |   | — | 5. | úč. |    | 2. | 3. | —  |    | 3. |  |  |  |  |  |  |  |  |  |
| Panamerické hry         |    | — |   |   |    | 2.  |    |    |    | —  |    |    |  |  |  |  |  |  |  |  |  |
| Panamerické mistrovství | —  | — | — | — | —  | 2.  | 3. | 1. | 1. | 2. | 1. | —  |  |  |  |  |  |  |  |  |  |
| MS juniorů              | 7. |   |   |   |    |     |    |    |    |    |    |    |  |  |  |  |  |  |  |  |  |